# Phá thai ở Andorra
Việc phá thai ở Andorra bị cấm trừ những trường hợp cần thiết để cứu sống tính mạng thai phụ.
Ở Andorra, một phụ nữ tự mình phá thai hoặc đồng ý cho người khác phá thai sẽ bị phạt tù tới hai năm rưỡi. Người nào phá thai khi được sự đồng ý của người mang thai hộ, thì bị phạt tù đến bốn năm; nếu cô ấy hoặc anh ấy là một người hành nghề y tế và phá thai đứa trẻ vì lợi nhuận tài chính, hình phạt tối đa là sáu năm tù. Nếu thực hiện việc đình chỉ thai nghén mà không được sự đồng ý của người mang thai thì hình phạt tối đa là mười năm tù. Nếu thai phụ chết do phá thai thì mức hình phạt tối đa là 12 năm tù.
Mặc dù luật không có ngoại lệ rõ ràng đối với việc cấm, các nguyên tắc luật hình sự chung về sự cần thiết cung cấp cơ sở pháp lý cho việc phá thai được thực hiện khi cần thiết để cứu sống người mẹ.
Phụ nữ ở Andorra chọn việc phá thai thường đến các nước láng giềng Tây Ban Nha hoặc Pháp.
Tính đến  năm 2018, phong trào hợp pháp hóa phá thai ở Andorra đã thúc đẩy Giáo hoàng Francis can thiệp. Bởi vì Giám mục của Urgell, Joan Enric Vives Sicília, là đồng hoàng tử của công quốc, theo Giáo hoàng, việc chấp thuận hợp pháp hóa của ông sẽ dẫn đến việc đồng hoàng tử phải thoái vị và rút lại sự ủng hộ từ Tòa thánh. Tình hình này có thể có tác động đến bản chất quản trị của Andorra và sự độc lập của nó khỏi Tây Ban Nha và Pháp.